# Bayram Göçmen
Bayram Göçmen (* 23. Dezember 1965 in Çanakkale (Kantou) im Bezirk Limassol, Zypern; † 22. März 2019 in Izmir, Türkei) war ein türkisch-zyprischer Parasitologe (Protozoologe), Herpetologe, Taxonom und Naturfotograf. 1996 erlangte er zusätzlich die türkische Staatsbürgerschaft.

## Leben
Nach seinem Abitur am Kurtuluş Lisesi in Güzelyurt, Nordzypern begann er 1983 ein Grundstudium der Fakultät für Ingenieurwesen und Architektur der Gazi Üniversitesi in Ankara, das er nach zwei Semestern abbrach. Anschließend absolvierte er für 24 Monate seinen Militärdienst in Zypern. 1985 kam er nach Izmir und begann ein Biologiestudium an der Fakultät für Naturwissenschaften der Ege Üniversitesi, das er 1989 als jahrgangsbester Student des Fachbereichs abschloss. Für diesen Erfolg erhielt er ein Glückwunschschreiben des Premierministers der Türkischen Republik Nordzypern, Rauf Denktaş. 1991 erlangte er seinen Master-Abschluss mit einer Dissertation zum Thema Die morphologischen und zytologischen Strukturen einiger symbiotischer Wimpertierchen (Isotricha spp.) aus dem Pansen von Rindern. 1991 wurde er wissenschaftlicher Mitarbeiter in den Abteilungen für Zoologie und Biologe in der Fakultät für Naturwissenschaften der Ege Üniversitesi. Während seines Doktoratsstudiums auf dem Gebiet der Protozoologie begann er mit Unterstützung von Abidin Budak, herpetologische Studien zu betreiben. 1995 veröffentlichte er in Zusammenarbeit mit Budak seine erste herpetologische Arbeit zum Thema Über die Exemplare von Lacerta laevis Gray, 1838 (Sauria: Lacertidae) aus Nordzypern. 1996 ehrte er Budak im Epitheton der Art Ablepharus budaki Göçmen et al. 1996 aus der Gattung der Natternaugen-Skinke. Im selben Jahr wurde er mit einer Dissertation zum Thema Morphologische und taxonomische Untersuchungen an den Pansen-Ciliaten der Gattungen Epidinium Crawley, 1923 und Ophryoscolex Stein, 1858 (Ciliophora: Entodiniomorphida) am Institut für Natur- und angewandte Wissenschaften der Ege Üniversitesi zum Ph.D. promoviert. Nach der Pensionierung seiner Mentorin Nimet Öktem im Jahr 1997, wurde er zum Assistenzprofessor an der zoologischen Abteilung der Ege Üniversitesi berufen. 2003 wurde zum außerordentlichen Professor und zum stellvertretenden Leiter der Abteilung für Biologie ernannt. 2009 wurde er zum ordentlichen Professor befördert. Während sich Göçmen am Anfang seiner Karriere auf die Rektal- und Pansenprotozoen herbivorer Säugetiere spezialisierte, konzentrierte er sich in seinen letzten Jahren auf die Systematik der Amphibien und Reptilien Anatoliens, des Nahen Ostens und Zyperns. Er war auch Co-Autor zahlreicher Fachartikel über Schlangengifte und Hautsekrete von Amphibien. Göçmen veröffentlichte 188 wissenschaftliche Artikel, 16 Bücher und 52 Kongressberichte.
Göçmen hat als Autor oder Co-Autor 16 neue Arten, 13 Formen und 1 neue Gattung der Eukaryoten Ciliata und Apicomplexa sowie eine Art des parasitierenden Nesseltier-Taxons Myxozoa beschrieben. Er beschrieb auch 5 neue Arten (Ablepharus budaki, Rhynchocalamus dayanae, Lyciasalamandra irfani, Lyciasalamandra arikani und Lyciasalamandra yehudahi) sowie 8 neue Unterarten von Amphibien und Reptilien.
Neben seinen wissenschaftlichen Arbeiten und den von ihm ausgebildeten Studenten hat Göçmen wichtige Projekte im Bereich der Wissenschaft und der Sozialkunde durchgeführt. Eine dieser Aktivitäten war die Gründung von TürkHerptil (AdaMerOs Herptile Turkey – The Amphibians and Reptiles Monitoring & Photography Society in Turkey), einer Website, die sich der Fotografie von Amphibien und Reptilien widmet und auf der Besucher auch Informationen über die Biologie, Ökologie und Taxonomie der Arten finden können. Im Rahmen einiger Projekte gab er Exkursionen über die Feldarbeit und das Fotografieren von Amphibien und Reptilien sowie Vorträge für Studenten an verschiedenen Universitäten. Seine Forschungen und Entdeckungen fanden mehrfach Erwähnung in der nationalen Presse. Er wirkte am Dokumentarfilm Descendants of Darwin: Reptiles des Senders Iz TV mit und er war Supervisor bei einer Dokumentation über die Anatolische Wiesenotter des Senders TRT (Turkish Radio and Television Corporation). 
Bis 2019 war er Professor am Fachbereich Biologie der Ege Üniversitesi, wo er Bachelorlehrgänge in den Bereichen Allgemeine Parasitologie, Systematik und Biologie der Wirbellosen, Systematik und Biologie der Wirbeltiere, Herpetologie, Tierphysiologie, Allgemeine Protozoologie, Allgemeine Ökologie und wissenschaftliches Englisch gab. Daneben unterrichtete er in den Graduiertenkursen Protozoologie I, Protozoologie II, Pansen-Protozoen, Amphibien- und Reptilien-Protozoen sowie Fotografie-Techniken für Biologen.

## Dedikationsnamen
2007 wurde die Eukaryoten-Art Nematocystis bayrami nach Göçmen benannt. 2014 folgte die Spinnenart Typhlonesticus gocmeni und die Skorpionart Euscorpius gocmeni. 2014 und 2015 wurde er in den Epitheta der Salamander-Unterarten Lyciasalamandra antalyana gocmeni und Lyciasalamandra atifi bayrami geehrt. 2017 wurde die Grashüpferart Bradyporus gocmeni nach ihm benannt.